# Палау, Лайя
Ла́йя Пала́у Алте́с (исп. Laia Palau Altés; род. 10 сентября 1979 года в Барселоне, Каталония, Испания) — испанская профессиональная баскетболистка, выступавшая в четырёх европейских чемпионатах и Австралии. Играла в амплуа разыгрывающего защитника.
В составе национальной сборной Испании Палау стала серебряным призёром Олимпийских игр 2016 года в Рио-де-Жанейро, завоевала серебряные медали на чемпионате мира 2014 года в Турции и бронзовые медали на мундиале 2010 года в Чехии и домашнем чемпионате мира 2018 года, плюс стала победительницей чемпионатов Европы 2013 года во Франции, 2017 года в Чехии и 2019 года в Сербии и Латвии, выиграла серебряные медали чемпионата Европы 2007 года в Италии, а также стала бронзовым призёром чемпионатов Европы 2003 года в Греции, 2005 года в Турции, 2009 года в Латвии и 2015 года в Венгрии и Румынии. Кроме этого она принимала участие на Олимпийских играх 2004 года в Афинах и Олимпийских играх 2008 года в Пекине, на чемпионате мира 2002 года в Китае и мундиале 2006 года в Бразилии, а также на чемпионатах Европы 2011 года в Польше и 2021 года в Испании и Франции.

## Ранние годы
Лайя Палау родилась 10 сентября 1979 года в городе Барселона, столице автономного сообщества Каталония.